# تششمة زليخا (مقاطعة دلفان)
تششمة زليخا (بالفارسية: چشمه زلیخا) هي قرية تقع في قسم ايتيوند الجنوبي الريفي (مقاطعة دلفان) في إيران. يقدر عدد سكانها بـ 43 نسمة بحسب إحصاء 2016.